# استنلی استانچیک
استنلی استانچیک (انگلیسی: Stanley Stanczyk؛ ۱۰ مه ۱۹۲۵ – ۳ ژوئیه ۱۹۹۷) وزنه‌بردار اهل ایالات متحده آمریکا بود.
وی در مسابقات کشوری و بین‌المللی در مجموع برندهٔ ۷ مدال طلا، ۱ مدال نقره، ۲ مدال برنز شده‌است.